# Geruti Jaya
Geruti Jaya is een bestuurslaag in het regentschap Bener Meriah van de provincie Atjeh, Indonesië. Geruti Jaya telt 62 inwoners (volkstelling 2010).